# Kanadai női vízilabda-válogatott
A kanadai női vízilabda-válogatott Kanada nemzeti csapata, melyet a Kanadai Vízilabda-szövetség (angolul: Canadian Water Polo Association Inc., röviden: Water Polo Canada; franciául: Association canadienne de water-polo) irányít.
Hagyományosan egyike a legeredményesebb Európán kívüli válogatottaknak, az amerikai kontinens egyik legerősebb válogatottja az Egyesült Államok nemzeti csapata mellett. A kanadai együttes olimpiai tornákon ezidáig nem ért el dobogós helyezést, ellenben két alkalommal játszott döntőt a világbajnokságokon, szintén kétszeres világliga-ezüstérmes, egyszeres Pánamerikai-bajnok és világkupa-győztes.

## Eredmények

### Nyári olimpiai játékok
- 2000 – 5. hely
- 2004 - 7. hely
- 2020 - 7. hely
- 2024 - 8. hely

### Világbajnokság
- 1986 - 4. hely
- 1991 -  Ezüst
- 1994 - 5. hely
- 1998 - 6. hely
- 2001 -  Bronz
- 2003 - 4. hely
- 2005 -  Bronz
- 2007 - 6. hely
- 2009 -  Ezüst
- 2011 - 8. hely
- 2013 - 8. hely
- 2015 - 11. hely
- 2017 - 4. hely
- 2019 - 9. hely
- 2022 - 9. hely
- 2023 - 7. hely
- 2024 - 8. hely

### Világliga
- 2004 - 5. hely
- 2005 - 6. hely
- 2006 - 6. hely
- 2007 - 4. hely
- 2008 - 4. hely
- 2009 -  Ezüst
- 2010 - 8. hely
- 2011 - 6. hely
- 2012 - 7. hely
- 2013 - 8. hely
- 2014 - 6. hely
- 2015 - 6. hely
- 2016 - 7. hely
- 2017 -  Ezüst
- 2018 - 4. hely
- 2019 - 7. hely
- 2020 - 4. hely
- 2022 - 7. hely

### Világkupa
- 1979 - 4. hely
- 1980 -  Bronz
- 1981 -  Arany
- 1983 - 4 hely
- 1984 - ?
- 1988 -  Bronz
- 1989 - 4. hely
- 1991 - 4. hely
- 1993 - 6. hely
- 1995 - ?
- 1997 - 5. hely
- 1999 - 5. hely
- 2002 -  Bronz
- 2006 - 7. hely
- 2010 - 5. hely
- 2014 - Nem jutott ki
- 2018 - 6. hely
- 2023 - Nem jutott ki

### Pánamerikai játékok
- 1999 -  Arany
- 2003 -  Ezüst
- 2007 -  Ezüst
- 2011 -  Ezüst
- 2015 -  Ezüst
- 2019 -  Ezüst
- 2023 -  Ezüst